# Мала Суботиця
46°23′ пн. ш. 16°32′ сх. д. / 46.38° пн. ш. 16.54° сх. д.
Мала Суботиця (хорв. Mala Subotica) – громада і населений пункт в Меджимурській жупанії Хорватії.

## Населення
Населення громади за даними перепису 2011 року становило 5 452 осіб. Населення самого поселення становило 1 986 осіб.
Динаміка чисельності населення громади:
Динаміка чисельності населення центру громади:

## Населені пункти
Крім поселення Мала Суботиця, до громади також входять: 
- Држимурець
- Паловець
- Пишкоровець
- Стрелець
- Светий Криж
- Штефанець

## Клімат
Середня річна температура становить 10,37°C, середня максимальна – 25,10°C, а середня мінімальна – -6,66°C. Середня річна кількість опадів – 808,00 мм.
| Клімат поселення                              | Клімат поселення | Клімат поселення | Клімат поселення | Клімат поселення | Клімат поселення | Клімат поселення | Клімат поселення | Клімат поселення | Клімат поселення | Клімат поселення | Клімат поселення | Клімат поселення | Клімат поселення |
| Показник                                      | Січ.             | Лют.             | Бер.             | Квіт.            | Трав.            | Черв.            | Лип.             | Серп.            | Вер.             | Жовт.            | Лист.            | Груд.            |                  |
| Середній максимум, °C                         | 5,59             | 7,63             | 12,27            | 16,76            | 22,17            | 25,10            | 24,38            | 23,78            | 19,47            | 14,37            | 8,52             | 4,74             |                  |
| Середня температура, °C                       | −0,54            | 1,50             | 6,14             | 10,64            | 16,05            | 18,96            | 20,45            | 19,86            | 15,54            | 10,43            | 4,58             | 0,80             |                  |
| Середній мінімум, °C                          | −6,66            | −4,61            | 0,02             | 4,51             | 9,91             | 12,83            | 16,52            | 15,91            | 11,61            | 6,49             | 0,64             | −3,13            |                  |
| Норма опадів, мм                              | 39               | 41               | 51               | 63               | 73               | 91               | 86               | 84               | 78               | 73               | 75               | 54               |                  |
| Середньомісячна швидкість вітру, м/с          | 2.06             | 2.30             | 2.65             | 2.65             | 2.44             | 2.20             | 2.10             | 1.90             | 1.90             | 1.99             | 2.10             | 2.10             |                  |
| Середньомісячна сонячна радіація, кДж/м²·день | 3992             | 6724             | 10532            | 14958            | 18948            | 20915            | 21403            | 18774            | 13882            | 8570             | 4436             | 3229             |                  |
| --------------------------------------------- | ---------------- | ---------------- | ---------------- | ---------------- | ---------------- | ---------------- | ---------------- | ---------------- | ---------------- | ---------------- | ---------------- | ---------------- | ---------------- |
| Джерело:                                      |                  |                  |                  |                  |                  |                  |                  |                  |                  |                  |                  |                  |                  |